# 70后诗人
1990年代中后叶诗坛上开始出现一批1970年代出生的诗人，后来被人们泛称为70后诗人或70后诗群。
1996年《黑蓝》民刊在南京成立，陈卫等在《黑蓝》上发表文章提出了70后的概念。1999年《70年代》诗报在陕西问世。2000年《诗歌与人》和《诗文本》开始广泛宣传70后的诗歌群体以及作品。
从此，70后作为一个完整的诗群被学术界接受并迅速地在诗界产生越来越大的影响。2000年和2001年《诗歌与人》和其他出版机构推出了“中国70年代出生的诗人诗歌展”和《70后诗人诗选》等作品。
70后诗群的代表诗人有黄礼孩、孙磊、胡续冬、李建春、张杰、冷霜、朵渔、吕叶、廖伟棠、康城等。

## 相关连接
- 中国诗歌库
- 中国诗歌史（页面存档备份，存于）